# Sémouse
Die Sémouse (auch: Semouse) ist ein Fluss in Frankreich, der in den Regionen Grand Est und Bourgogne-Franche-Comté verläuft. Auf ihrem Weg durchquert sie die Départements Vosges und Haute-Saône.

## Geographie

### Verlauf
Die Sémouse entspringt im Gemeindegebiet von Bellefontaine, bildet auf einer kurzen Strecke die Grenze zum Regionalen Naturpark Ballons des Vosges, entwässert generell in südwestlicher Richtung und mündet nach rund 41 Kilometern im Gemeindegebiet von Conflans-sur-Lanterne als rechter Nebenfluss in die Lanterne.

### Zuflüsse
- Ruisseau de Rechentreux (rechts)
- Bramousse (links)
- Ruisseau du Roulier (rechts)
- Ruisseau de la Franouse (rechts)
- Augronne (links)
- Ruisseau du Chânet (rechts)
- Combeauté (links)
- Planey (rechts)
- Ruisseau du Vassé (rechts)

### Orte am Fluss
- Bellefontaine
- Le Clerjus
- Aillevillers-et-Lyaumont
- Magnoncourt
- Saint-Loup-sur-Semouse
- La Pisseure

## Geschichte
Zwischen dem 16. und 20. Jahrhundert wurden im Tal der Sémouse Eisen verarbeitende Betriebe (Hammerwerke,  Schmieden etc.) angesiedelt, von denen noch viele Relikte zu sehen sind. Wenige davon sind auch heute noch in Betrieb.